# William Arthur Ward
William Arthur Ward (Louisiana, 17 dicembre 1921 – 30 marzo 1994) è stato uno scrittore statunitense di massime e aforismi.

## Biografia
Più di 100 articoli e poesie sono state scritti da Ward e sono stati pubblicati in riviste come Reader's Digest, The Phi Delta Kappan, Science of Mind ed altre numerose pubblicazioni, spesso di carattere cristiane. La sua colonna Pertinent Proverbs è stata pubblicata dal Fort Worth Star-Telegram ed anche nelle pubblicazioni dei club di servizio statunitensi. Era uno scrittore che spesso veniva citato in Quote, una rivista settimanale internazionale per oratori pubblici.
Si è laureato al McMurry College, aveva conseguito il master presso l'Oklahoma State University System ma non ha mai completato il suo lavoro di dottorato presso l'Università del Texas ad Austin e presso la University of North Texas. Nel 1962 gli è stata conferita una laurea ad honorem alla Oklahoma City University in riconoscimento dei suoi risultati professionali, contributi letterari e servizio agli altri.
Ward è stato assistente del presidente del Texas Wesleyan College di Fort Worth a partire dal 1955. Oltre alle sue responsabilità professionali, è stato per due anni direttore degli studi per la conferenza metodista del Texas centrale e per quattro anni ha insegnato ai 140 studenti della classe biblica presso la Chiesa metodista politecnica, dove ha anche servito come sovrintendente della scuola domenicale e leader laico della chiesa.
Era un membro professionale dell'American College Public Relations Association, dell'International Platform Association, del Religious Public Relations Council e di Phi Delta Kappa. A Fort Worth era nel consiglio di amministrazione di numerose organizzazioni, tra cui Rotary, Croce Rossa Americana e Boy Scouts of America.
La sua biografia è presente in queste trilogie in Who's Who in American Education, Who's Who in Public Relations e Who's Who in the South and Southwest.

## Opere letterarie
- Thoughts of a Christian Optimist (1968)
- Prayer Is (1969)
- For This One Hour (1969)
- Fountains of Faith (1970)